# Terminator 3: War of the Machines
Terminator 3: War of the Machines è un videogioco sparatutto in prima persona per Windows basato sulla serie di film Terminator. È stato pubblicato il 28 novembre 2003 in seguito alla pubblicazione del film Terminator 3 - Le macchine ribelli. È stato sviluppato dall'azienda ungherese Clever's Games e distribuito dalla Atari. Il gioco è ambientato nel 2029, quando gli Skynet (robot) e i Tech-Com (umani) si stanno combattendo per la supremazia sul pianeta. Il giocatore può scegliere di controllare o lo Skynet T-800, o la resistenza umana. La critica è stata abbastanza negativa nei confronti del gioco, ed è stato chiamato "una brutta copia di Battlefield 1942".